# Капитолий штата Пенсильвания
Капитолий штата Пенсильвания (англ. Pennsylvania State Capitol) находится в городе Гаррисберг (англ. Harrisburg) — столице штата Пенсильвания. В нём проводит свои заседания Генеральная ассамблея Пенсильвании (англ. Pennsylvania General Assembly), состоящая из Палаты представителей и Сената штата Пенсильвания. В нём также находится офисы губернатора и вице-губернатора Пенсильвании.

## История
B 1682 году Уильямом Пенном было сформировано первое правительство Пенсильвании (тогда ещё британской провинции) в Честере. Постоянного места заседаний не было, но чаще всего члены правительства собирались в молитвенных домах. Первое здание парламента Пенсильвании, в настоящее время известное как Индепенденс-холл, было открыто в Филадельфии в 1753 году (строилось в период с 1732 по 1753). Сразу же в нём стала заседать Генеральная ассамблея Пенсильвании, а с 1774 по 1783 первый и второй континентальные конгрессы, а также конфедеративный. После этого Генеральная ассамблея ратовала за перемещение правительства в более крупный Ланкастер, где оно впоследствии заседало в здании городского собрания с 1799 по 1812 год.

### Капитолий Хиллса

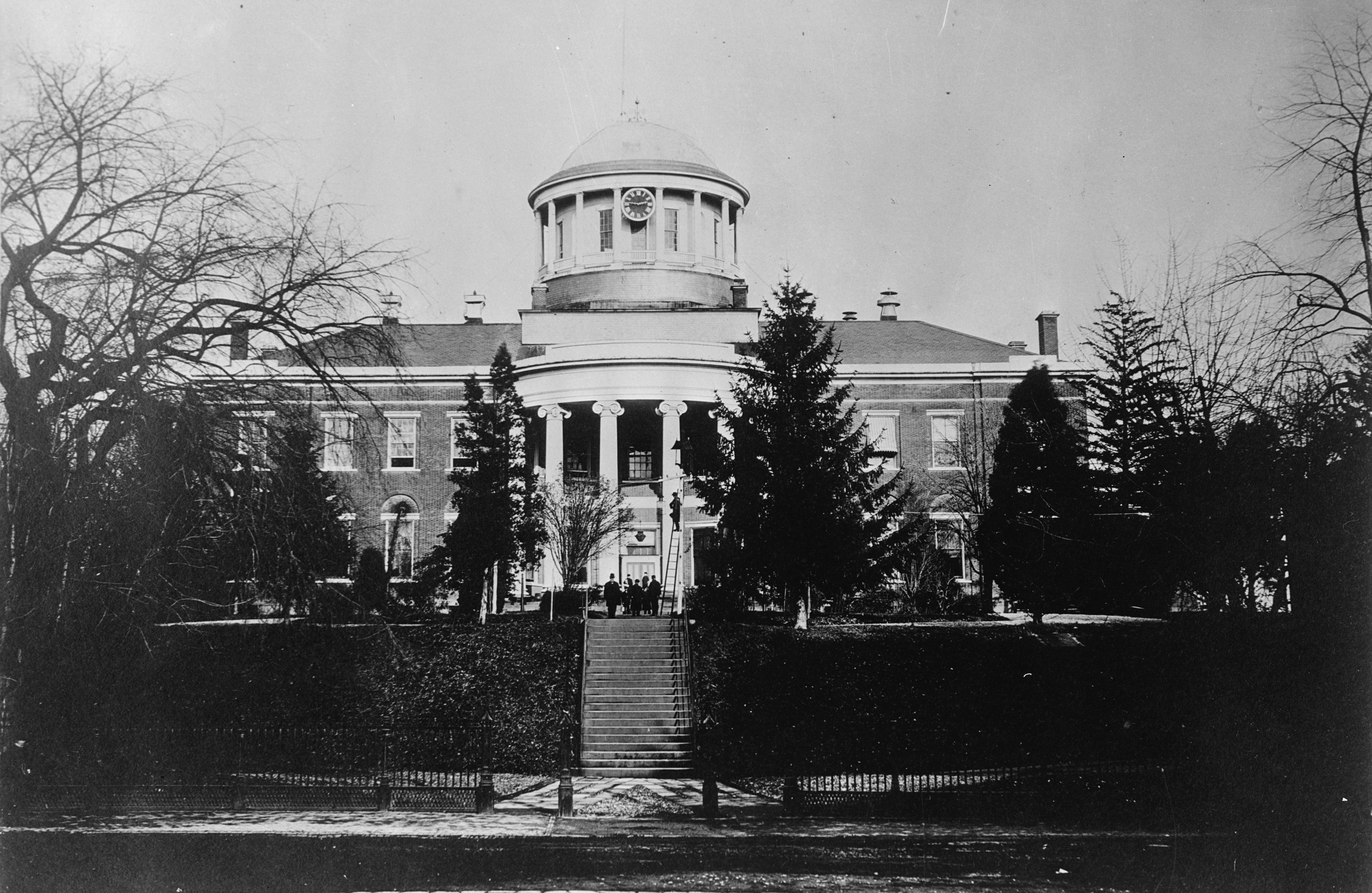
Капитолий Хиллса (1822—1897) (The Hills Capitol)

В 1810 году в Генеральной ассамблее Пенсильвании было проведено голосование с идеей того, чтобы переместить правительство в Гаррисберг. В октябре 1812 земля была выделена, а вскоре дополнительные 4 га. выделил сенатор Уильям Маклей. Пока не было закончено здание Капитолия, Генеральная ассамблея собиралась в старом здании суда округа Дофин в течение следующего десятилетия. В 1816 начался конкурс проектов. Представленные проекты, включая проект Уильяма Стриклэнда, были отклонены как слишком дорогие. Новый конкурс был объявлен в январе 1819. Из семнадцати представленных проектов, два были отобраны как полуфиналисты. Первый был авторства архитектора Стивена Хиллса, а второй Роберта Миллса, но отобран был Хиллс. В проекте Хиллса значилось «здание из красного кирпича в „федеральном стиле“ архитектурно выражает суть и функции демократического правительства». Строился Капитолий в 1819—1822. Строительство и последующая отделка, как оценивалось, стоили 244 500$. Капитолий Хиллса посещали такие известные люди, как Жильбер Ла Файет (1825) и принц Уэльский Альберт Эдуард (1860). Авраам Линкольн посетил Капитолий дважды, после избрания в 1861, и в 1865, когда гроб с его телом был выставлен там для прощания. Коллекция флагов сражений гражданской войны, которая была накоплена в 1866, была перемещена из государственного Арсенала на второй этажа Капитолия в 1872. В 1895 году флаги снова «путешествовали» сначала в библиотеку, а потом в здание музея. 2 февраля 1897 в офисе вице-губернатора произошёл пожар, который к вечеру уничтожил всё здание.

### Капитолий Кобба

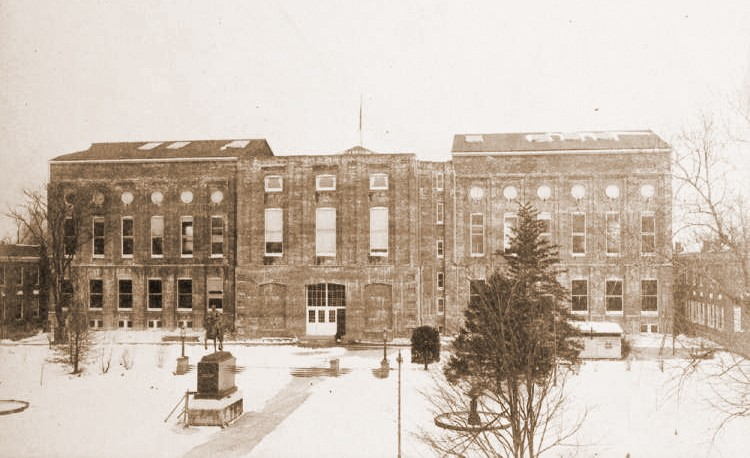
Капитолий Кобба (1899—1902) (The Cobb Capitol)

После разрушения Капитолия «бездомная» Генеральная ассамблея переместилась в соседнюю методистскую церковь. Вскоре стали поступать требования о перемещении места заседаний в Питтсбург или Филадельфию. Неожиданно быстро были найдены средства на постройку нового Капитолия в Гаррисберге. Губернатор Дэниэль Гастингс полагал, что 550 000$ было вполне достаточно, чтобы построить «небольшое здание на долгие времена». В 1897 среди множества проектов был выбран проект Генри Айвса Кобба. Строительство нового Капитолия началось 2 мая 1898. 3 января 1899 года Генеральная ассамблея собралась в, как она считала, законченном здании, при том, что это было «неукрашенная, незаконченная, коричневая кирпичная структура, которая была похожа на фабрику». Сам Кобб описал здание просто как «уродливое», но полагал, что закончит его, когда финансирование повысится.

### Капитолий Хьюстона
В 1901 губернатор Уильям А. Стоун учредил Комиссию строительства Капитолия. Тогда же был начат конкурс проектов. Комиссия постановила, что части незаконченного Капитолия архитектора Кобба должны использоваться при строительстве нового. Генеральная Ассамблея выделила 4 000 000$ на постройку. В январе 1902 проект Джозефа Миллера Хьюстона был утверждён.
2 ноября 1902 земля под Капитолий была предоставлена, но краеугольный камень не был заложен до 5 мая 1904. 15 августа 1906 Комиссия строительства Капитолия была распущена.

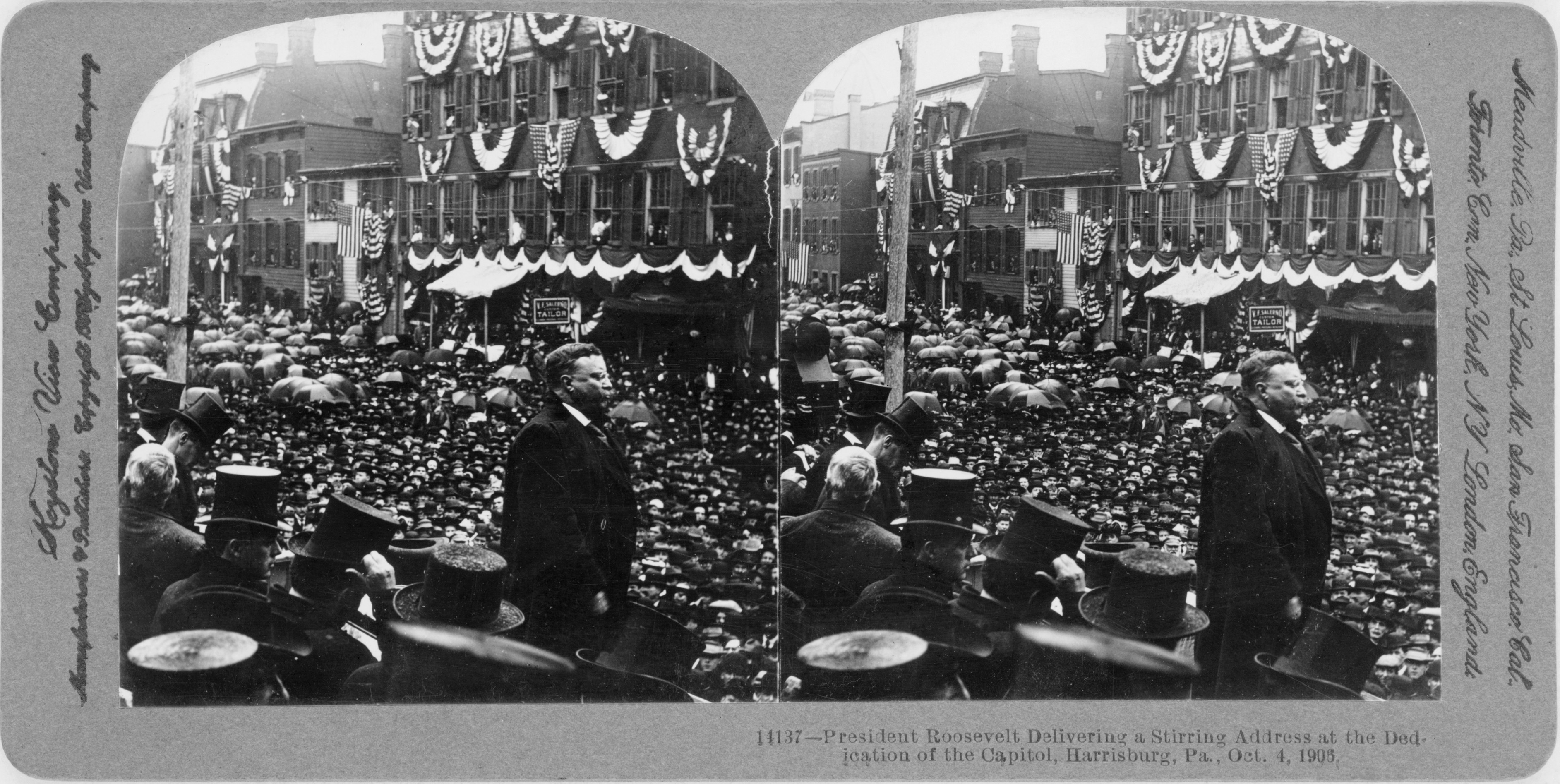
Стереоизображение президента Теодора Рузвельта. Сделано при посещении им новопостроенного Капитолия штата Пенсильвания. 1906 год

4 октября 1906 губернатор Сэмюэль Пеннипэкер посетил новый Капитолий. Экс-губернатор Стоун, который стал председателем Комиссии строительства после ухода с должности, торжественно передал ключ от Капитолия губернатору Пеннипэкеру. Президент Теодор Рузвельт, который прибыл утром того же дня, чтобы произнести речь и осмотреть новый Капитолий, назвал его «самым красивым зданием, которое я когда-либо видел». Железные дороги Пенсильвании пустили специальные поезда, дабы доставить огромное количество людей в Гаррисберг, желавших поприсутствовать на торжественном открытии.
Хотя здание официально было закончено, большинство отделочных работ внутри и снаружи Капитолия не были закончены в течение ещё двух десятилетий. Фрески в ротонде не были установлены до 1908, а скульптуры на входе — до 4 октября 1911. Коллекция флагов гражданской войны была перемещена в новый Капитолий. После церемонии они были установлены в стеклянных витринах в ротонде 14 июня 1914. Художественное оформление было окончено 23 мая 1927 установкой фрески в палате Верховного Суда Пенсильвании.

### План Браннера

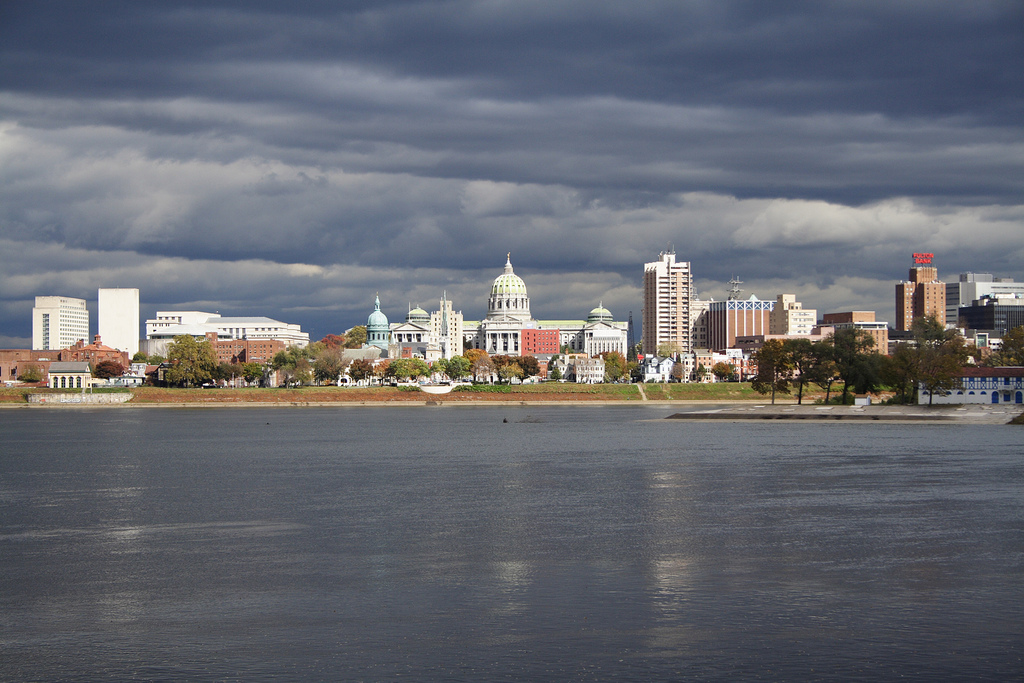
Вид на Капитолий со стороны Саскуэханны

В период с 1912 по 1917 правительство приобретало землю вокруг Капитолия, так как основное здание уже не вмещало все офисы, комитеты, и т. п. Арнольд Браннер был нанят в 1916 для того, чтобы построить новые помещения на приобретённой территории. Согласно его плану, представленному в 1920, предполагалось возвести два офисных здания позади Капитолия. Первое было закончено в 1921, а второе в 1925.
После смерти Браннера 14 февраля 1925 строительство по его проекту было продолжено, за исключением моста, который должен был соединить Капитолий с 13-й улицей. Он был изменён, так как Браннер планировал несколько другой пролёт. Мост был закончен в 1930 году.
Также в 1931 было закончено Образовательное Здание или Здание Форума.

### Восстановление и сохранение
Капитолий штата Пенсильвания был внесён в Национальный Реестр Исторических Мест 14 сентября 1977. В 1982 был создан специальный комитет для того, «чтобы охранять Капитолий как памятник». Первым мероприятием комитета считается взятие под защиту 390 флагов гражданской войны и 22 флагов испанско-американской войны. В 1985—1987 фрески ротонды находились на восстановлении, также как и статуя на куполе летом-осенью 1998. 20 сентября 2006 года Капитолий штата Пенсильвания был объявлен Национальной Исторической достопримечательностью.

## Внешний вид
Фасад Капитолия построен из гранита, добытого в Хардвике, Вермонт. На куполе диаметром 29 м установлена позолоченная медная статуя Содружества работы Роланда Перри. Сам купол был построен по образцу Собора Святого Петра в Ватикане.

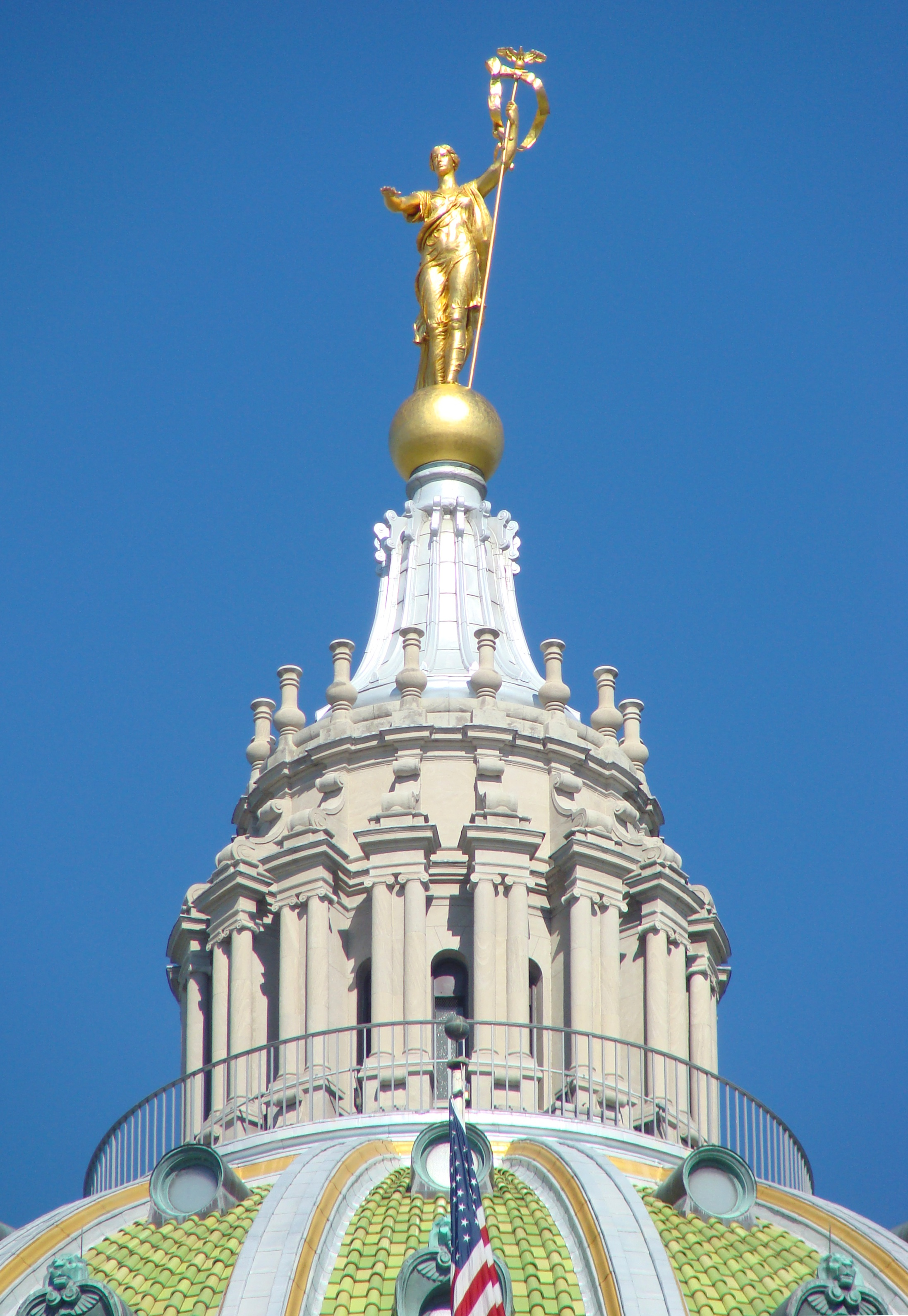
Статуя Содружества на куполе Капитолия

По проекту Хьюстона двери главного входа являются бронзовыми. Они были спроектированы скульптором Отто Дженсеном, и были украшены сценами от истории Пенсильвании, такими как прибытие Уильяма Пенна и его мирного договора с делаварами. Также присутствуют и те люди, которые много сделали для строительства, ими являются 23-й губернатор Пенсильвании Сэмюэл Пеннипэкер и двое Сенаторов, Боис Пенроз и Мэтью Куей, изображения которых украшают края дверей, а архитектор Джозеф Хьюстон «находится» у замочной скважины. Две скульптуры на входе, названные «Любовь» и «Рабочяя сила» соответственно, изготовлены из мрамора, привезённого из Каррары, скульптором Джорджем Барнардом в 1909 году.

### Территория
Территория Капитолия Пенсильвании, официально называющаяся «Кэпитол парк» (англ. Capitol Park), включает в себя 18 га. и 668 м² земли. Территория ограничена Норт-Стрит на севере, 7-й улицей на востоке, Уолнут-Стрит на юге и 3-й улицей на западе.
Памятник 20 м высотой, посвященный гражданам Пенсильвании, погибшим в сражениях aмерикано-мексиканской войны, был поставлен в 1858, но до 1893 не имел постоянного месторасположения. В 1896-97 скульптором Фредериком Раксталлом был изготовлен памятник 17-му губернатору Пенсильвании Джону Хартрэнфту. Скульптура высотой 8 м была установлена перед Капитолием 18 мая 1899. В 1927 памятник был перемещён к зданию в библиотеки и музея.

## Интерьер
В Капитолии располагается Генеральная ассамблея Пенсильвании, которая включает в себя Палату представителей и Сенат. Также в здании находятся палата Верховного Суда Пенсильвании. Капитолий содержит 475 комнат и имеет четыре этажа. Бронзовые входные двери Капитолия ведут в ротонду к главной лестнице, подобной той, что находится в Опере Гарнье, Париж. Далее лестница разделяется на две, которые ведут на второй этаж. Эдвин Остин Абби разрисовал четырьмя аллегорическими изображениями пояс купола Капитолия. Абби трактует их как «четыре силы цивилизации»: искусство, правосудие, наука и религия". Четыре люнетные фрески, «символизируют вклады Пенсильвании в современную цивилизацию», также были выполнены Абби. Ротонда выложена плиткой, изготовленной вручную Генри Чепменом Мерсером. На 100 м² плитки Мерсером были представлены 254 сцены с участием животных, птиц, рыб, насекомых.

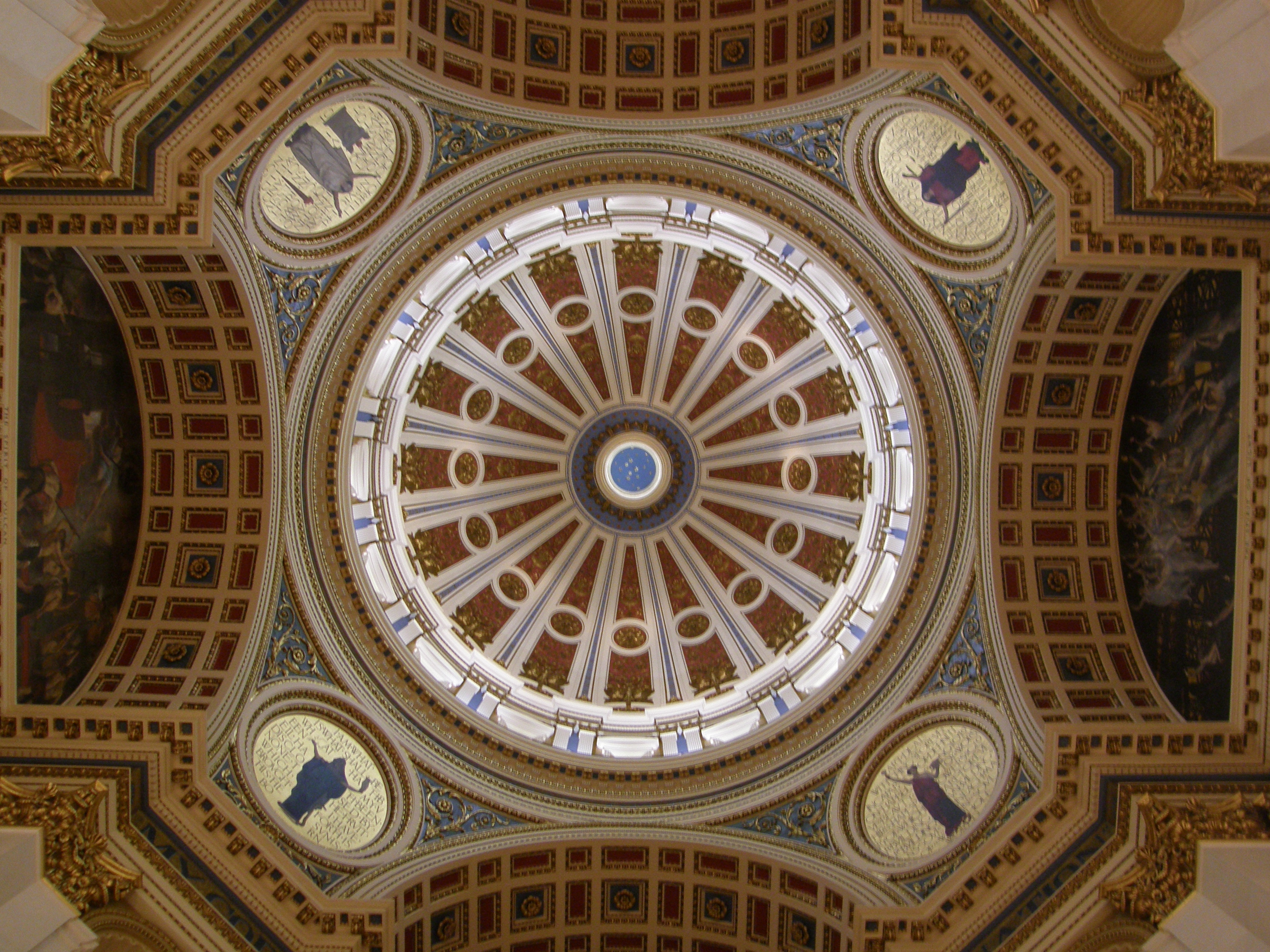
Купол Капитолия. Видны все работы Эдвина Абби

### Палата представителей
Нижняя палата Генеральной Ассамблеи, Палата представителей, состоит из 203 членов, избираемых на 2 года. Зал заседаний Палаты представителей является самым большим помещением в Капитолии. Расположен к югу от ротонды.
Зал был построен с оглядкой на итальянский Ренессанс. Окна из цветного были выполнены Уильямом ван Инджененом, а фрески — Эдвином Абби. Самая большая из них расположена позади трибуны спикера. На ней изображены 28 знаменитых пенсильванцев.

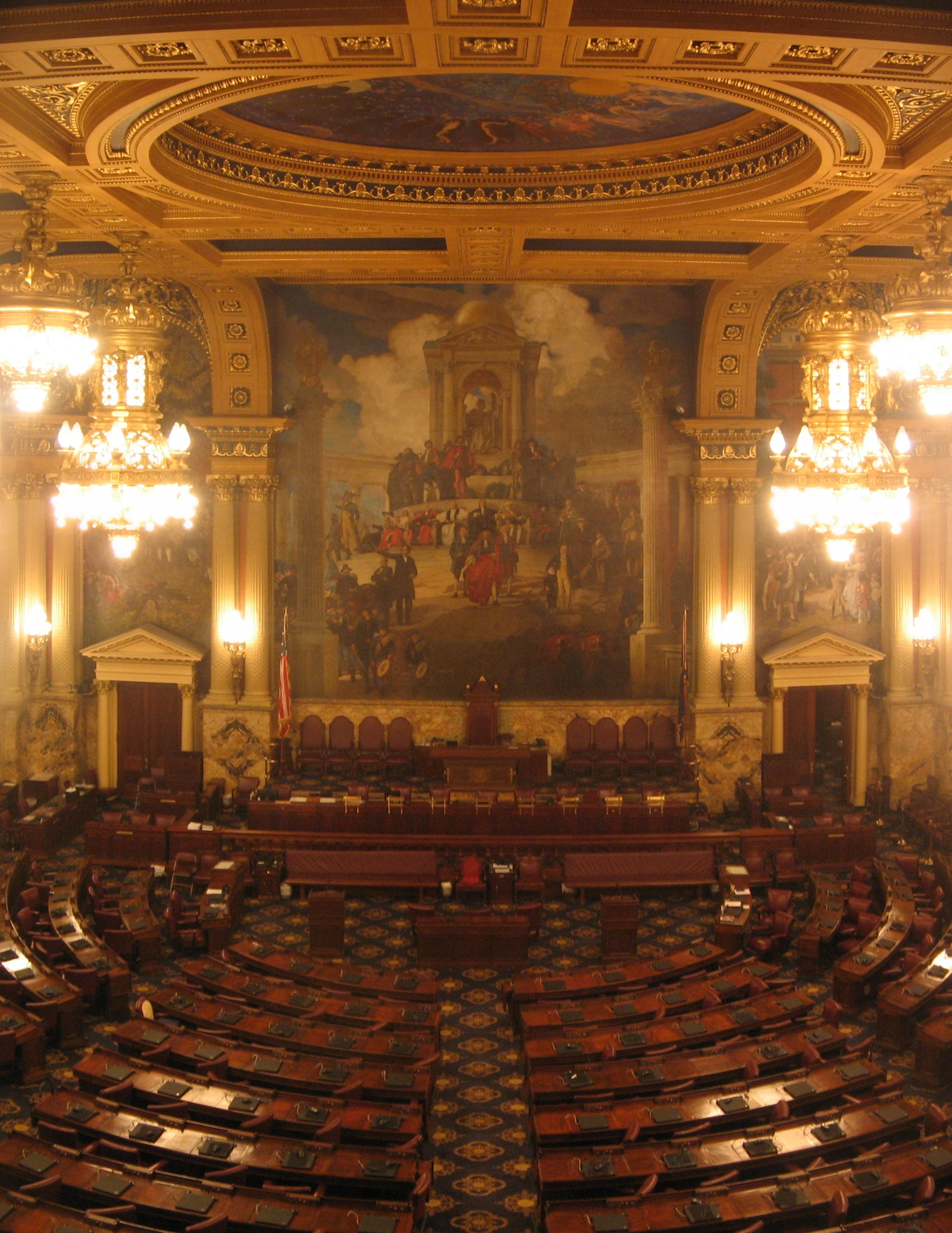
Зал заседаний Палаты представителей. Видна фреска «Апофеоз Пенсильвании»

### Сенат
Верхняя палата Генеральной ассамблеи, Сенат, состоит из 50 сенаторов, избираемых на 4 года. Председательствует в нём вице-губернатор штата. Зал заседаний является вторым по величине помещением после зала Палаты представителей. Расположен к северу от ротонды. Интерьер зала выполнен в стиле французского Ренессанса. Вайолет Оукли нарисовала фрески, а окна из цветного стекла также сделал ван Индженен. Залы Палаты представителей и Сената находятся на втором этаже, на третьем и четвёртом этажах находятся входы на места для прессы.

### Палата Верховного суда
В дизайне палаты Верховного Суда используются древние греческие и римские темы. Помещение расположено на четвёртом этаже, и является самым маленьким в Капитолии. Фрески выполнены Оукли, на них представлена история права. Витраж, находящийся в центре потолка, разработан Альфредом Годвином.

## Комплекс Капитолия
см. Комплекс Капитолия штата Пенсильвания
Комплекс Капитолия штата Пенсильвания включает здания, принадлежавшие правительству, которыми управляет Департамент служб общего назначения.
Самое старое здание в комплексе — Здание библиотеки и музея (построено в 1894). Здание, где сейчас располагаются офисы членов Палаты представителей штата, 14 июня 1999 было названо в честь спикера Мэтью Райана, но построено было также в 1894.
Офисные здания постройки Арнольда Браннера расположены позади Капитолия. Южное здание 20 декабря 2002 было названо в честь экс-спикера Лероя Ирвиса. Здание музея и архивов было построено в 1964. 2 декабря 1987 было возведено так называемое «Восточное Крыло». Со времён Браннера на его месте находилась парковка.

## Галерея

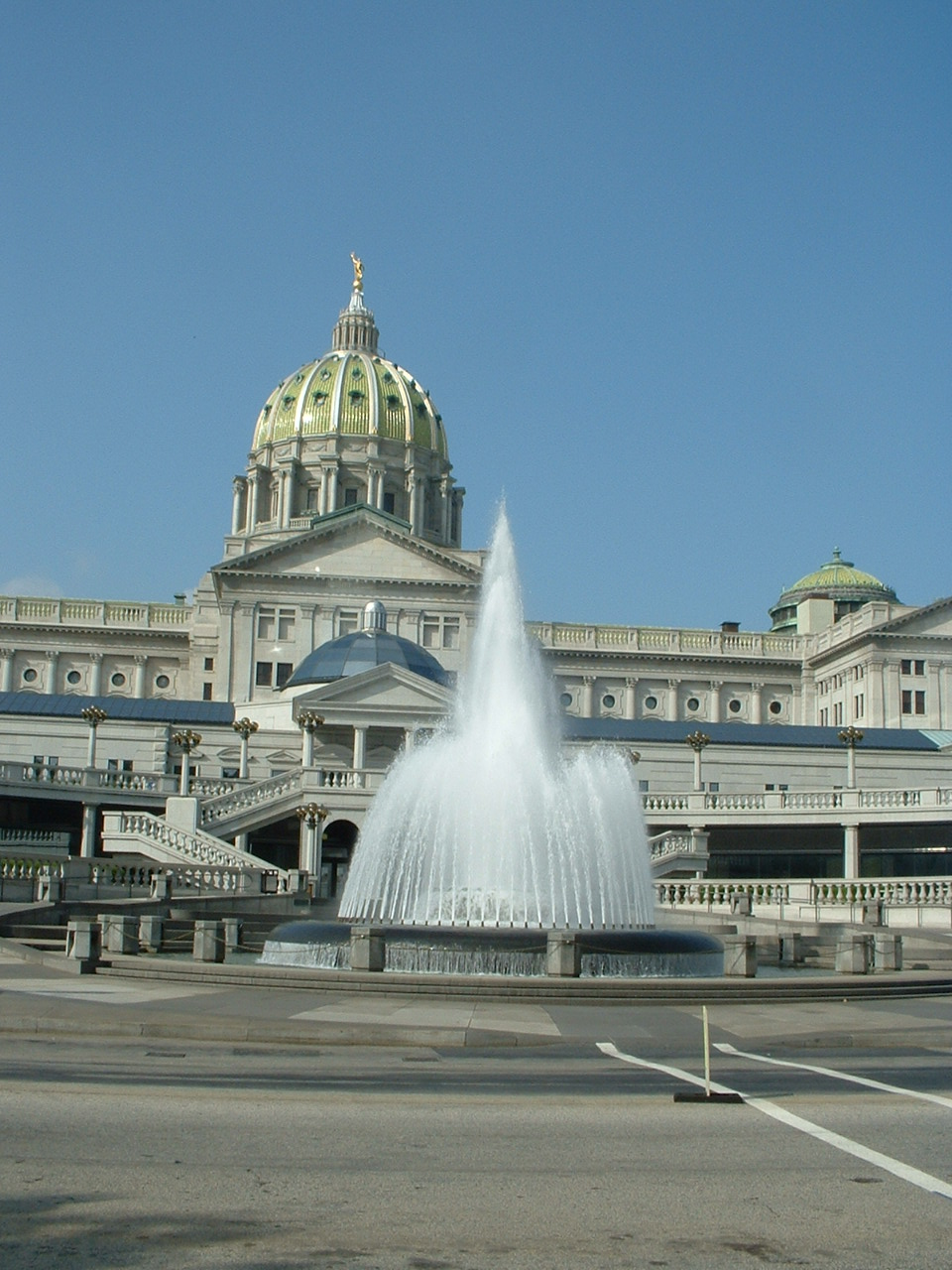
Площадь позади Капитолия
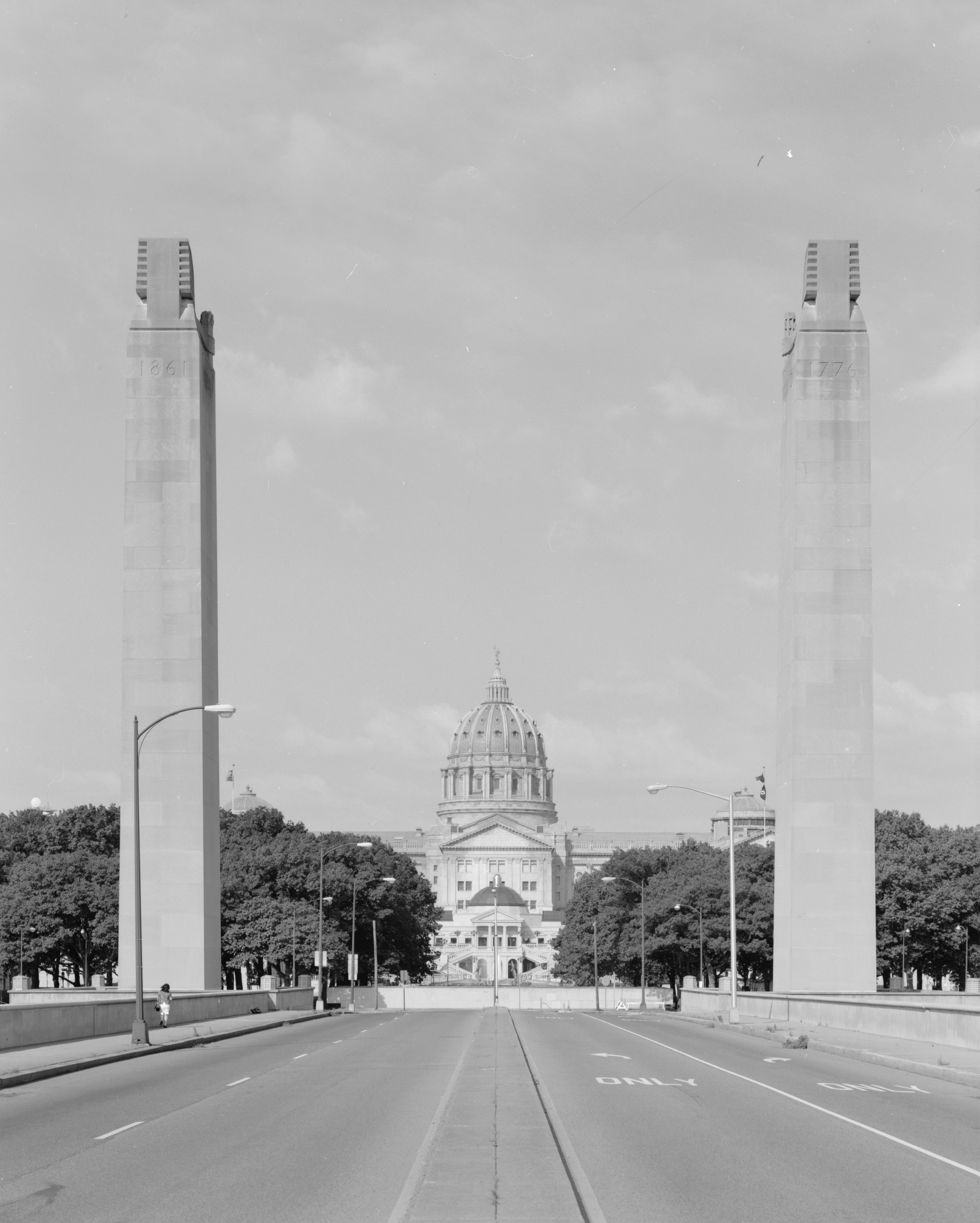
Вид на Капитолий со стороны моста Стейт Стрит (англ. State Street Bridge)
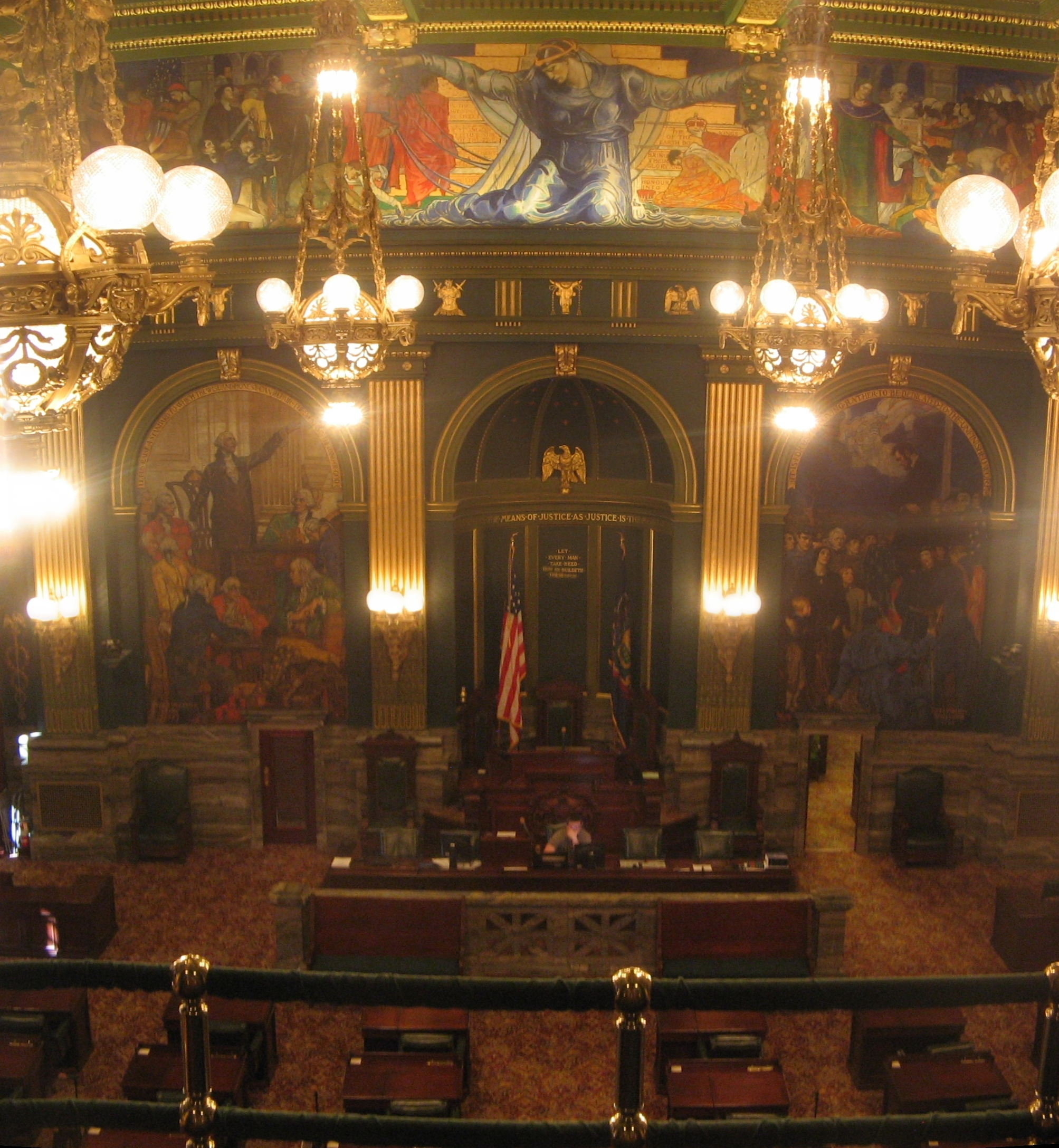
Зал заседаний Сената штата Пенсильвания
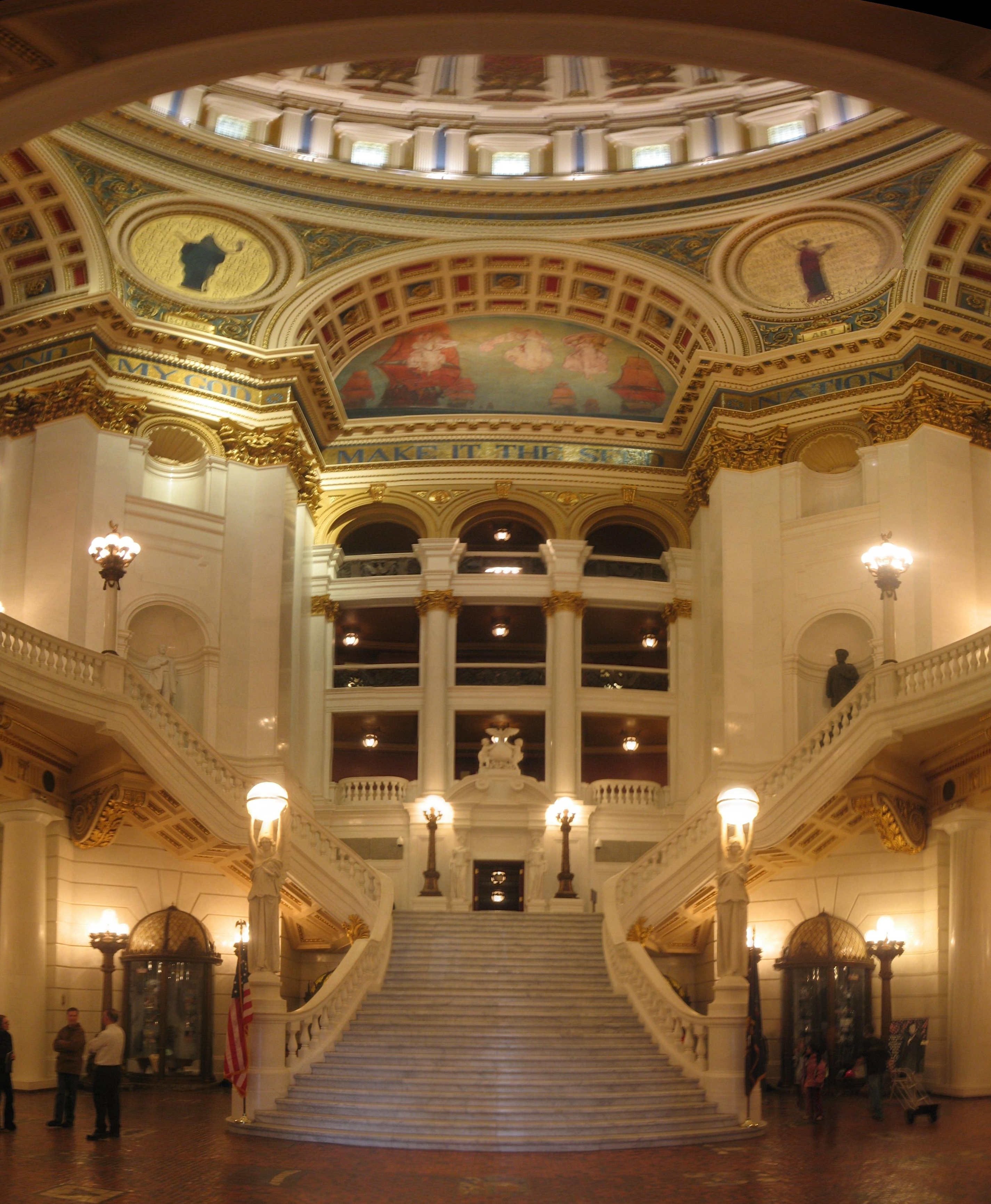
Ротонда Капитолия
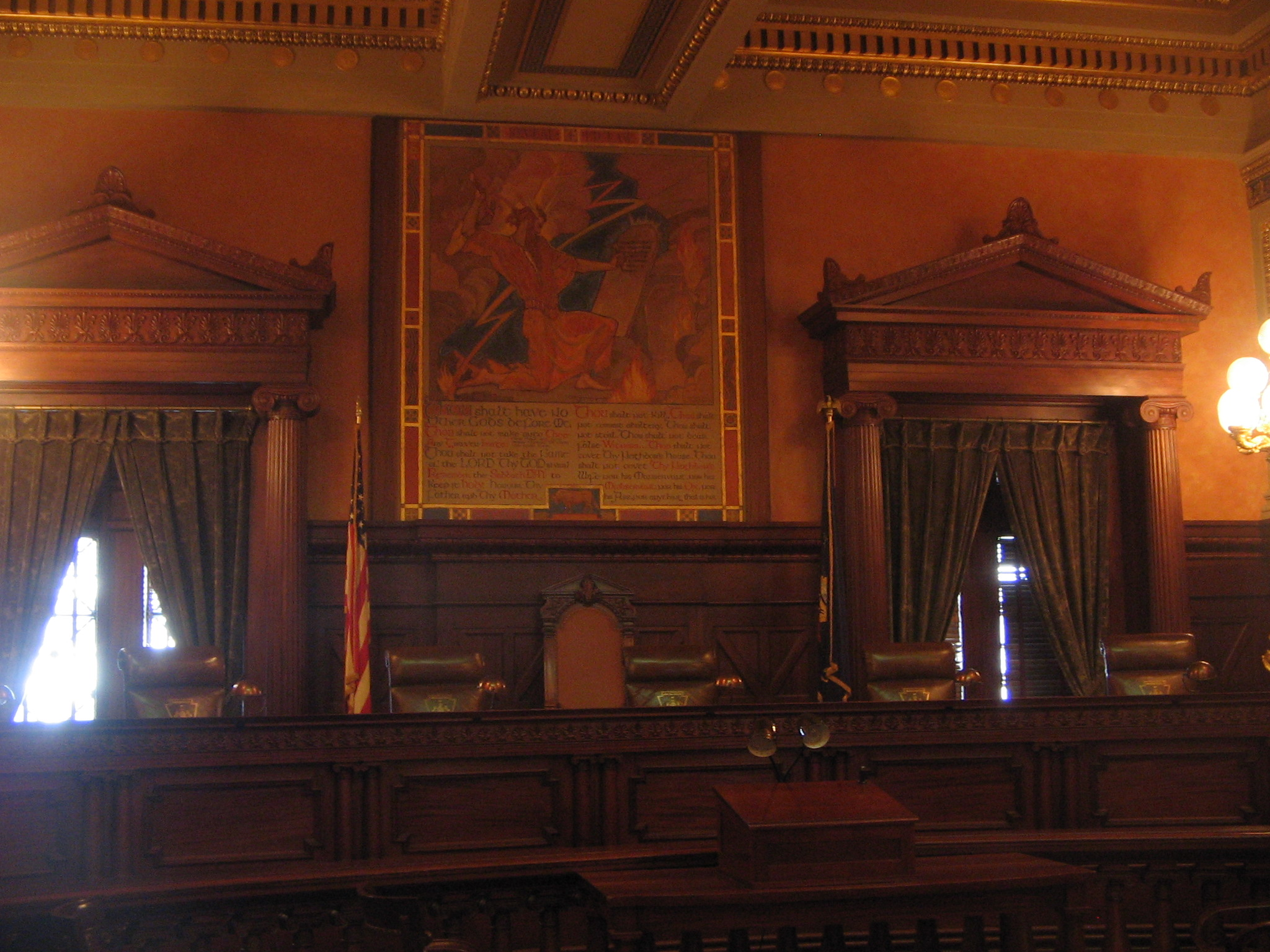
Палата Верховного суда штата Пенсильвания
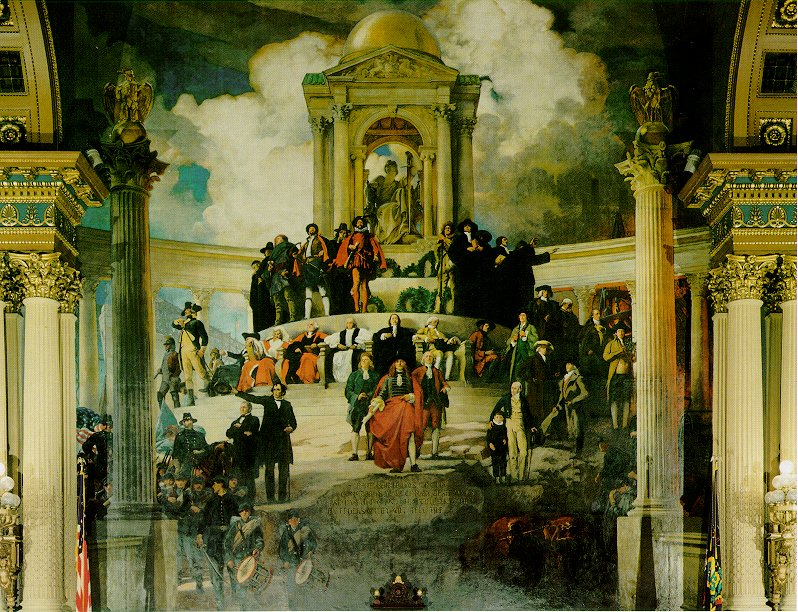
«Апофеоз Пенсильвании»

## Интересные факты
28 пенсильванцев, присутствующих в «Апофеозе Пенсильвании»: Джон Бартрам, Уильям Бартрам, Даниэль Бун, Эндрю Кёртин, Джордж Даллас, Джон Дикинсон, Оливер Эванс, Бенджамин Франклин, Стефан Жирард, Уинфилд Хэнкок, Генри Гудзон, Йоханнес Келпиус, Томас Маккин, Джордж Мид, Петер Минёйт, Роберт Моррис, Джон Муленберг, Томас Пейн, Френсис Пасториус, Уильям Пенн, Уолтер Рэли, Дэвид Риттенхаус, Бенджамин Раш, Уильям Смит, Таддеус Стивенс, Энтони Уэйн, Уильям Уайт, Каспар Вистер.